# رود منزيس
رود منزيس (بالإنجليزية: Rod Menzies)‏ هو رائد أعمال أسترالي، ولد في 31 أغسطس 1945.